# G 196-3
G 196-3 ist ein Roter Zwerg mit einer scheinbaren Helligkeit von 11,8 mag im Sternbild Großer Bär. Im Jahre 1998 entdeckten Rebolo et al. ein substellares Objekt (vermutlich ein Brauner Zwerg) der Spektralklasse L2, das sehr wahrscheinlich gravitativ an diesen Stern gebunden ist und mit G 196-3 B bezeichnet wird. Grob geschätzt dürfte seine Masse im Bereich von 25 Jupitermassen liegen. Der Winkelabstand der beiden Objekte beträgt 16" bei einem Positionswinkel von 209°.